# Strada europea E003
La strada europea E003 è una strada europea che collega Uchquduq a Gaudan. Come si evince dalla numerazione, si tratta di una strada di classe B posta a est della E101.

## Percorso
La E003 è definita con i seguenti capisaldi di itinerario: "Uchquduq - Daşoguz - Aşgabat - Gaudan".